# Jermaine Burton
Jermaine Demetrius Burton (28 de junio de 2001), es un jugador de fútbol americano. Su posición es wide receiver y regresador. Actualmente juega para los Cincinnati Bengals en la Liga Nacional de Fútbol Americano (NFL). Jugó para la Universidad de Georgia y para la Universidad de Alabama, ganando el campeonato nacional en 2021 con esta última.

## Primeros años
Burton asistió al Instituto de Calabasas, en Calabasas, California.
Fue seleccionado para jugar en el Under Armour All-America Game en 2020.
Burton, calificado con cuatro estrellas, se comprometió y aceptó jugar al fútbol americano en la Universidad de Georgia.

## Carrera universitaria
En su primer año como estudiante en Georgia, en 2020, Burton jugó en 10 partidos, consiguiendo tres touchdowns, 404 yardas y 27 recepciones. Burton hizo un récord personal al marcar dos touchdowns y hacer 197 yardas en el partido contra Mississippi State, ganando 31-24. 
Ya como estudiante de segundo año, en 2021, Burton jugó en 12 partidos, acumulando cinco touchdowns, 497 yardas y 26 recepciones.
En enero de 2022, Burton anunció que se cambiaba a la Universidad de Alabama para jugar con los Alabama Crimson Tide. Tras un partido contra los Tennessee Volunteers, Burton agredió en la cabeza a una fanática del equipo rival mientras el campo era invadido por otros seguidores de los Tennessee. En 2024, se presentó al Draft de la NFL de 2024 tras liderar a su equipo con 798 yardas y ocho touchdowns.
| NCAA                         | NCAA                 | NCAA     | Recepción | Recepción | Recepción | Recepción | Recepción | Carrera | Carrera | Carrera | Carrera | Carrera | Total | Total | Total | Total |
| AÑO                          | EQUIPO               | PARTIDOS | Rec       | Yds       | Y/Rec     | TD        | Y/P       | Int     | Yds     | Y/Int   | TD      | Y/P     | Jug   | Yds   | Y/Jug | TD    |
| ---------------------------- | -------------------- | -------- | --------- | --------- | --------- | --------- | --------- | ------- | ------- | ------- | ------- | ------- | ----- | ----- | ----- | ----- |
| 2020                         | Georgia Bulldogs     | 10       | 27        | 404       | 15.0      | 3         | 40.4      | 4       | 50      | 12.5    | 0       | 5.0     | 31    | 454   | 14.6  | 3     |
| 2021                         | Georgia Bulldogs     | 14       | 26        | 497       | 19.1      | 4         | 35.5      | 0       | 0       | 0       | 0       | 0.0     | 26    | 497   | 19.1  | 4     |
| 2022                         | Alabama Crimson Tide | 13       | 40        | 677       | 16.9      | 7         | 52.1      | 0       | 0       | 0       | 0       | 0.0     | 40    | 677   | 16.9  | 7     |
| 2023                         | Alabama Crimson Tide | 13       | 39        | 798       | 20.5      | 8         | 61.4      | 0       | 0       | 0       | 0       | 0.0     | 39    | 798   | 20.5  | 8     |
| CARRERA                      | CARRERA              | 50       | 132       | 2376      | 18.0      | 22        | 47.5      | 4       | 50      | 12.5    | 0       | 1.0     | 136   | 2426  | 17.8  | 22    |
| Fuente: sports-reference.com |                      |          |           |           |           |           |           |         |         |         |         |         |       |       |       |       |

| Leyenda | Leyenda |
| --- | ------- |
| Rec = recepciones logradas Yds = yardas conseguidas Y / Rec = yardas promedio por recepción TD = touchdowns logrados Y / P = yardas promedio por partido Int = intentos de carrera Y / Int = yardas promedio por carrera Jug = jugadas totales realizadas Y / Jug = yardas promedio por jugada Negrita = líder de la división |         |

## Carrera profesional

### Cincinnati Bengals
Burton fue seleccionado por los Cincinnati Bengals en la tercera ronda, puesto 80, del Draft de la NFL de 2024.
En la semana 2, contra los Kansas City Chiefs, logró su primera recepción de 47 yardas. Los Bengals perdieron ese partido 26-25.
En los 14 partidos de la temporada, Burton hizo 4 recepciones en 107 yardas, sin llegar a marcar touchdown.
El 3 de enero de 2025, se informó de que Burton no viajaría con el equipo hacia Pittsburgh para jugar el último partido de la temporada regular contra los Pittsburgh Steelers, por decisión del entrenador, Zac Taylor.
| NFL                                | NFL                | NFL      | Recepción | Recepción | Recepción | Recepción | Recepción | Carrera | Carrera | Carrera | Carrera | Carrera | Total | Total | Total | Total |
| AÑO                                | EQUIPO             | PARTIDOS | Rec       | Yds       | Y/Rec     | TD        | Y/P       | Int     | Yds     | Y/Int   | TD      | Y/P     | Jug   | Yds   | Y/Jug | TD    |
| ---------------------------------- | ------------------ | -------- | --------- | --------- | --------- | --------- | --------- | ------- | ------- | ------- | ------- | ------- | ----- | ----- | ----- | ----- |
| 2024                               | Cincinnati Bengals | 14       | 4         | 107       | 26.8      | 0         | 7.6       | 0       | 0       | 0       | 0       | 0       | 4     | 107   | 26.8  | 0     |
| CARRERA                            | CARRERA            | 14       | 4         | 107       | 26.8      | 0         | 7.6       | 0       | 0       | 0       | 0       | 0       | 4     | 107   | 26.8  | 0     |
| Fuente: pro-football-reference.com |                    |          |           |           |           |           |           |         |         |         |         |         |       |       |       |       |

## Vida personal
Supuestamente, el 30 de diciembre de 2024, Burton estuvo involucrado en un altercado de violencia doméstica en el que estranguló y agredió a su expareja después de colarse en su residencia.